# Vitsidig tömygga
Vitsidig tömygga, Aedes rusticus, vitsidig tömygga, är en tvåvingeart som först beskrevs av Rossi 1790.  Aedes rusticus ingår i släktet Aedes och familjen stickmyggor. Arten är reproducerande i Sverige. Inga underarter finns listade i Catalogue of Life.